# Asesor (Pan Tadeusz)
Asesor – postać literacka, jeden z bohaterów epopei Pan Tadeusz Adama Mickiewicza, urzędnik, adwersarz Rejenta Bolesty.

## Charakterystyka postaci
W dziele został opisany jako niewysoki, szczupły mężczyzna. Był „urzędnikiem sprawującym nadzór nad policją ziemską powiatu”. Odznaczał się ciętym językiem i dowcipem:
Bo powiadano o nim: ma żądło w języku.
Tak dowcipne wierszyki umiał komponować,
Iżby je w kalendarzu można wydrukować:
Wszystkie złośliwe, ostre.
(wersy 729–732)
Asesor jest właścicielem charta Sokoła, którego uwielbia. Kiedyś był bardzo bogatym człowiekiem, utracił jednak majątek. Okazywał zazdrość o Telimenę, naprawdę wcale jej nie kochał (w pierwotnej wersji dzieła pojawiła się informacja, że Asesor udawał miłość do tej kobiety). Ostatecznie z rozsądku postanowił związać się z Teklą Hreczeszanką.
Pierwowzorem postaci był prawdopodobnie Antoni Gwalbert Wierzbowski (1796–1893), prezydent sądów nowogródzkich, właściciel Dołmatowszczyzny, który był szkolnym kolegą Adama Mickiewicza. Dołmatowszczyzna z kolei była pierwowzorem Dobrzyna.

## Odtwórcy roli Asesora
W filmie Andrzeja Wajdy rolę Asesora zagrał Andrzej Hudziak, a w adaptacji zrealizowanej przez Ryszarda Ordyńskiego w 1928 roku – Teodor Roland. 
W teatralnych realizacjach epopei Mickiewicza w postać tę wcielili się m.in. Jan Piechociński (Teatr Polski w Warszawie, 1981), Eugeniusz Robaczewski (Teatr Telewizji, 1970–1971) i Edward Żentara (Teatr Polski w Warszawie, 1981).